# Jurmes
Els jurmes (singular jurma) foren un tribu mongola o turco-mongola establerta al Kirman en temps del kan Abaka quan governava Kirman el kara-khitai Jalal al-Din Surghatmish, i tenien una missió de protecció; amb el temps es van multiplicar i van esdevenir propers.

## Algunes rebel·lions
El muzaffàrida Mubariz al-Din Muhàmmad, al qui fou cedit el Kirman el 1340, va trobar algunes tribus mongoles establertes a la zona, destacant la tribu Awghani o Avgani i la tribu Jurma. El 1341 va concedir a les tribus molts beneficis que van augmentar el seu poder, però es van revoltar contínuament i especialment els awghanis que eren desobedients i deslleials. La tribu jurma en canvi, tot i tenir el mateix origen, se li va mostrar lleial i la va distingir amb una insígnia especial. Però poc després els awghanis i els jurmes es van aliar i van començar a saquejar la província i Mubariz va haver de tornar a Kirman. Les dues forces es van trobar a la plana de Khawun (de situació desconeguda) i inicialment els awghanis foren derrotats però quan les forces de Mubariz es dedicaven a saquejar les despulles els derrotats van retornar i van atacar derrotant a les forces de Mubariz; ell mateix va patir set ferides i quasi va perdre la vida. Ritus idolatres i sacrificis imitació dels mongols van permetre a Mubariz fer declarar als doctors del islam que aquestes tribus eren infidels i se’ls havia de combatre en guerra santa (i que ell mateix era un ghazi o campió de la fe).
El 1353 Mubariz al-Din va entrar a Shiraz i va concedir el govern del Kirman al seu fill Shah Shuja, que inicialment va concedir el seu favor a les tribus mongoles. L'abril del 1354 Mubariz al-Din va sortir cap a l'Iraq Ajamita acompanyat del seu fill Shah Shuja amb contingents awghanis, jurmes i àrabs vinguts de Kirman. Però al arribar a Shahr-i-Babak els awghanis i els jurmes van desertar. Un intent dels injúides de recuperar Shiraz, dirigit per Imad al-Din Mahmud i l'amir Salgharshah, nebot d'Abu Ishak, va probar de comptar amb la col·laboració dels awghanis i jurmes als que van cridar per unir-se a les seves forces que estaven a Darabjir, però Shah Shuja els va atacar a i els va posar en fuita. Des de la deserció de Shahr-i-Babak, Shah Shuja els va retirar el favor i quan va tornar de la campanya amb el seu pare, les tribus, per por, es van retirar a les muntanyes; pressionats durament van suplicar i obtenir el perdó.
L'any 1356 quan Shah Shuja va anar a Shiraz des de Luristan, estava acompanyat per diversos amirs i soldats dels awghanis i jurmes. L'amir awghani Ali Malik va tenir un enfrontament amb altres caps i va fer presoner a Amir Izz al-Din, cap dels jurmes però no va poder matar el seu germà Shams al-Din, que estava de visita a Shah Shuja. Va enviar a Amir Izz al-Din a Kirman carregat de cadenes però pel camí el cap tribal es va escapar sense que els guardians se’n adonessin, i es va refugiar amb la seva tribu on va reunir un nombre d'homes ressentits contra Amir Ali Malik; amb aquests va marxar contra el cap dels awghanis i el van matar.
El 1364, Shah Shuja va perdre Shiraz i Fars però va poder conservar el Kirman després de derrotar una rebel·lió allí. Quan va intentar recuperar Shiraz, el mateix 1364, els contingents awghanis i jurmes li van retirar el suport i va haver de desistir.

## Període de fidelitat
El 1374 els jurmes van quedar bloquejats a la ciutat de Kirman, on s'havia fet fort el governador rebel Pahlawan Asad. Com que no donaven suport a la revolta, Amir Muhammad Jurma'i i els seus, es van obrir pas cap a fora de la ciutat i es van reunir amb les forces assetjants, manades en aquell moment per Imad al-Din Sultan Ahmad que aleshores encara no governava Kirman i tenia el seu campament a Mahan (uns quilòmetres al sud-est de la ciutat de Kirman). Sultan Ahmad, per aquest gest de lleialtat, li va mostrar en endavant molt de favor i el 1384 quan fou nomenat governant sobirà de Kirman, el va promocionar mentre que feia detenir al cap dels awghanis l'amir Takur. Els awghanis, sense líder, van donar suport al seu antic amir, Surghatmish, que el 1385 havia estat alliberat i havia arribat al Garmsir. Amir Muhammad Jurma’i va informar del fet a Ahmad, que va sortir amb un exèrcit de Kirman en direcció al Garmsir, on se li van unir un nombre de guerrers que foren rebuts amb honors, i es va dirigir cap a Chahar Gunbad, on se li van unir mes forces, ara dels jurmes, dirigides per Amir Muhammad i altres amirs. Surghatmish va enviar exploradors a esbrinar informació correcte sobre aquest exèrcit però van caure a mans d'un destacament de l'exèrcit d'Ahmad i foren aniquilats. Surghatmish es va retirar del Garmsir cap a Tarim deixant al seu germà Jamshid al castell d'Arzu. En una carta, Nasr, el governador de Sirjan, va prometre ajut a Surghatmish, però fou interceptada per Ahmad que va fer matar el fill del governador, Ali ibn Nasr; després va anar a Sirjan, va ocupar la ciutat i va confiscar les possessions del traïdor. Un parell de dies després Ahmad va assetjar el castell d'Arzu que va dominar sense molta dificultat i va fer matar algunes persones fetes presoneres enviant a Jamshid en cadenes amb els caps dels executats, cap a Kirman.
El 1385/1386 va arribar a Kirman (ciutat) un enviat de Tamerlà de nom Mawlana Qutb al-Din, portant garantia del conqueridor en el favor i l'amistat amb la dinastia i llavors Sultan Ahmad va acordar llegir la khutba amb el nom de Tamerlà i també encunyar moneda amb el seu nom. Amir Surghatmish va aprofitar aquesta circumstància per demanar ajut a Shiraz, oposat al reconeixement de Tamerlà; el govern de Shiraz li va enviar forces sota comandament de Pahlawan Zayn al-Din Shahr-i-Babaki. Amir Muhammad Jurma’i va informar a Ahmad, que desitjava marxar contra Surghatmish personalment però fou dissuadit i es va haver d'acontentar en acompanyar una força manada per Pahlawan Ali Qurchi, considerat el guerrer més rude i valent de l'exèrcit de Kirman. Una batalla va tenir lloc en la qual Amir Muhammad Jurma’i va matar a Surghatmish en combat singular d'un cop de la seva maça, i els guerrers awghani en veure això es van desbandar i desmoralitzar i foren derrotats amb grans pèrdues en morts i presoners. Sultan Ahmad va nomenar aleshores a Pahlawan Ali Qurchi governador dels awghanis.
Pràcticament amb això van desaparèixer de la historia. No constan més rebel·lions i progressivament es van barrejar amb el reste de la població.